# 2020 год в истории метрополитена
В этой статье перечисляются основные  события из истории метрополитенов в 2020 году. Полужирным шрифтом выделены открытия новых транспортных систем.

## События

### Первое полугодие

#### Январь
- 1 января:
  - подорожал проезд в Петербургском метрополитене с 45 до 55 рублей[1].
  - подорожал проезд в Казанском метрополитене с 27 до 30 рублей наличными[2].
  - подорожал проезд в Самарском метрополитене с 28 до 32 рублей наличными[3].
- 20 января — продлена Третья линия Шицзячжуанского метрополитена на 5,4 км и 4 станции[4].
- 23 января — временно закрыт Уханьский метрополитен (наравне с остальным транспортом в городе[значимость факта?]) из-за эпидемии COVID-19[5].
- 28 января — открыта Бирюзовая линия Нагпурского метрополитена длиной 9,7 км с 6 станциями[6].
- 31 января:
  - открыта Жёлтая линия Тайбэйского метрополитена длиной 15,4 км с 14 станциями[7].
  - открыта линия Томсон — Восточное побережье Сингапурского метрополитена длиной 3,2 км с 3 станциями[8].

#### Февраль
- 1 февраля:
  - продлён южный участок Десятой линии Барселонского метрополитена на 1,7 км и 1 станцию «Зона Франка», которая стала первой эстакадной в Барселоне[9].
  - подорожал проезд в Московском метрополитене с 55 до 57 рублей[10].
- 2 февраля — временно закрыт Вэньчжоуский метрополитен (наравне с остальным транспортом в городе[значимость факта?]) из-за пандемии COVID-19[11].
- 4 февраля — временно закрыты станции «Локмачау» и «Лову» Восточной линии Гонконгского метрополитена в связи с частичным закрытием границы с провинцией Гуандун из-за эпидемии COVID-19[12].
  - начата эксплуатация электропоездов Stadler M110/M111 в Минском метрополитене на Автозаводской линии.
- 7 февраля — открыта Зелёная линия Хайдарабадского метрополитена длиной 11 км с 9 станциями[13].
- 13 февраля:
  - открыта Красная линия Калькуттского метрополитена длиной 5 км с 6 станциями.[14]
  - продлена линия Тебризского метрополитена (7,2 км).[15]
- 15 февраля — открыта Голубая линия метрополитена Бангкока длиной 8 км с 5 станциями.[16]
- 22 февраля — закрыта на реконструкцию станция «Смоленская» на Арбатско-Покровской линии Московского метрополитена[17].

#### Март
- 17 марта — временно закрылись метрополитены Украины в Днепре (c 15:00), Харькове (с 20:00) и Киеве (с 23:00) из-за пандемии COVID-19[18].
- 18 марта — линия U55 Берлинского метрополитена была закрыта первоначально из-за снижения пассажиропотока вследствие пандемии COVID-19. В начале мая стало известно, что не откроется до объединения с U5.
- 20 марта — запуск в эксплуатацию поезда «Юбилейный» на Московско-Петроградскую линию Петербургского метрополитена[19].
- 22 марта — временно закрыт Ташкентский метрополитен (наравне с остальным транспортом в городе[значимость факта?]) из-за пандемии COVID-19[20].
- 27 марта — продлена Некрасовская линия Московского метрополитена на 14,4 км, открыты 6 станций, 2 из которых в будущем войдут в состав Большой кольцевой линии.[21]
- 28 марта:
  - Открыта Четвёртая линия Копенгагенского метрополитена с 8 станциями[22].
  - После карантина возобновил работу Уханьский метрополитен.
- 31 марта, из-за пандемии COVID-19:
  - временно закрыт Тбилисский метрополитен (с 5:00)
  - временно закрыт Бакинский метрополитен (с 22:00)

#### Апрель
- 1 апреля, из-за пандемии COVID-19:
  - в Петербургском метрополитене закрыты вторые выходы 9 станций, все станции работают до 22:00[23][24].
  - временно закрыт Ереванский метрополитен[25]
- 4 апреля — продлена линия M2 Варшавского метрополитена на 3,4 км на запад, открыты 3 станции.[26]
- 14 апреля — в Московском метрополитене закрыты некоторые вестибюли 20 станций метро из-за падения пассажиропотока[27].
- 23 апреля — открыта линия 16 и продлена линия 5 метрополитена Ханчжоу.[28]
- 26 апреля — в Московском метрополитене закрыты некоторые вестибюли ещё 13 станций метро из-за падения пассажиропотока[29].
- 29 апреля — открыта линия 10 Шэньянского метрополитена (27,2 км).[30]

#### Май
- 3 мая — в Московском метрополитене закрыты некоторые вестибюли ещё 45 станций метро из-за падения пассажиропотока[31].
- 9 мая — возобновлена работа метро Баку, закрытого 31 марта из-за вируса[32].
- 12 мая — в Петербургском метрополитене открыты временно закрытые выходы 17 станций (кроме «Новокрестовской»).[33]
- 18 мая — с 6:00 возобновлена работа метро Еревана, закрытого 1 апреля из-за вируса[34].
- 25 мая — открыты закрытые из-за пандемии COVID-19 метрополитены Киева, Харькова и Днепра.
- 29 мая — возобновлена работа метро Тбилиси, закрытого 31 марта из-за вируса[35].
- 30 мая — продлена Линия 2 метрополитена Нинбо на 5,6 км.[36]

#### Июнь
- 1 июня — в Московском метрополитене возобновилась работа ранее закрытых вестибюлей 5 станций метро («Аннино», «Кропоткинская», «Пятницкое шоссе», «Парк культуры» (Сокольническая линия), «Ломоносовский проспект»)[37].
- 5 июня — Линия Сукхумвит метрополитена Бангкока продлена на 4,3 км.[16]
- 6 июня: 
  - в Ташкентском метрополитене построен первый участок пятой, Кольцевой линии, с 7 станциями[38].
  - на линии Хибия Токийского метрополитена открыта станция «Toranomon Hills».[39]
- 11 июня — в Московском метрополитене полностью прекращена эксплуатация вагонов серии Еж3 и Ем-508Т[40].
- 13 июня — открыт участок Bay Area Rapid Transit (Сан-Франциско) длиной 16 км[41].
- 15 июня:
  - открыты все ранее закрытые по причине пандемии вестибюли Московского метрополитена.
  - открыта станция «Ибарбенгоа» на Первой линии метрополитена Бильбао.[42]
- 28 июня — открыты линии 3 (36,4 км) и 5 (22,5 км) метрополитена Чанши.[43]

### Второе полугодие

#### Июль
- 5 июля — Бакинский метрополитен закрыт из-за вируса[44].
- 7 июля — продлена линия 3 Афинского метрополитена на 4 км, открыты 3 станции.[45]
- 13 июля — метро Санкт-Петербурга вернулось в довирусный режим работы.

#### Август
- 8 августа — продлена линия 5 Сеульского метрополитена на 4,4 км.[46]
- 14 августа — станция «Новокрестовская» Петербургского метрополитена переименована в «Зенит».[47]
- 15 августа — с 6:00 возобновлена работа метро Ташкента, закрытого 22 марта из-за пандемии[48].
- 16 августа — продлена линия 3 Каирского метрополитена на 7,5 км.[49]
- 18 августа — открыты линии 6 (49,1 км) и 10 (29,3 км) Шэньчжэньского метрополитена.[50]
- 19 августа — электродепо «Руднёво» Московского метрополитена полностью запущено в работу[51].
- 22 августа — на год закрылась станция «Рижская» Московского метрополитена для реконструкции вестибюля и замены эскалаторов[52].
- 25 августа — открыта станция «Шоссе Чэньсян» на одиннадцатой линии Шанхайского метрополитена[53].
- 26 августа:
  - открыта Вторая линия Шицзячжуанского метрополитена длиной 15,5 км с 15 станциями[54].
  - открыта третья (Зелёная) линия Софийского метрополитена длиной 7,8 км с 8 станциями.[55]
- 29 августа — продлена Юнусабадская линия Ташкентского метрополитена на 2,93 км и 2 станции[56].
- 30 августа — введён в эксплуатацию первый участок Кольцевой линии Ташкентского метрополитена[57]. 7 станций, 11 км .

#### Сентябрь
- 2 сентября — открыта станция «Легтафия» на Красной линии метрополитена Дохи.[58]
- 7 сентября — Кочинский метрополитен продлён на 1 станцию и 1,1 км.[59]
- 10 сентября — на Линии 3 Наньнинского метрополитена открыта станция Donggouling.[60]
- 12 сентября — открыта линия 3 Гвадалахарского метрополитена длиной 19,8 км.[61]
- 14 сентября — с 6:00 возобновлена работа метро Баку, закрытого 5 июля из-за вируса[62].
- 15 сентября — открыта линия М5 Бухарестского метрополитена длиной 7,2 км.[63]
- 21 сентября — открыта линия Н в Денвере длиной 21 км[64].
- 23 сентября:
  - продлена Розовая (1-я) линия Джайпурского метрополитена на 2,3 км, открыты 2 станции.[65]
  - в Куньминском метрополитене продлена линия 6 на 7,3 км и открыта новая линия 4 длиной 43,4 км[66].
- 27 сентября:
  - открыта экспресс-линия 18 метрополитена Чэнду.[67]
  - продлена линия 3 (Инфэн) метрополитена Нинбо в сторону района Фэнхуа (6 станций, 15,92 км).[36]
- 28 сентября — на Линии 1 Ланьчжоуского метрополитена открыта станция «Gansu Provincial Government».[68]

#### Октябрь
- 1 октября — открыта линия 2 метрополитена Хух-Хото длиной 28,2 км, на ней расположены 24 станции[69].
- 3 октября — создание АО «Метрострой Северной Столицы» — совместного предприятия Смольного и ВТБ[70].
- 5 октября:
  - продлена линия 2 Калькуттского метрополитена на 1,7 км, открыта 1 станция[71];
  - на Кировско-Выборгской линии Петербургского метрополитена завершена эксплуатация последнего вагона типа «Ем» № 3880 с линкрустом в салоне[72].
- 15 октября — продлена линия U3 Нюрнбергского метрополитена на 0,9 км, открыта 1 станция[73].
- 19 октября — Бакинский метрополитен снова (в третий раз!) закрыт из-за пандемии COVID-19[74].
- 26 октября:
  - открыт Лахорский метрополитен в составе одной линии длиной 27,1 км с 26 станциями[75].
  - заморожено строительство продления третьей линии Минского метрополитена[76].
- 28 октября:
  - продлены объединённая Линия 2 & 8 (16,2 км), Линия 3 (1,7 км) и Линия 4 (10,6 км) Шэньчжэньского метрополитена.[50]
  - открыта Линия 3 (28,5 км с 21 станциями) метрополитена Уси.[77]
  - открыта Линия 7 (18 км с 15 станциями) Стамбульского метрополитена.[78]

#### Ноябрь
- 6 ноября — открыта первая очередь Зеленолужской (3) линии Минского метрополитена со станциями "Юбилейная площадь", "Площадь Франтишка Богушевича", "Вокзальная" и "Ковальская Слобода". Общее число станций Минской подземки увеличилось до 33[79].
- 16 ноября — начата тестовая эксплуатация Тайчжунского метрополитена (Тайчжун, Тайвань), 1 линия, 17 км. Приостановлена 21 ноября.[80]
- 23 ноября — продлена Линия 2 (6,3 км) и открыта Линия 4 (20,7 км, 16 станций) Наньнинского метрополитена.[60]
- 26 ноября — продлена Линия 8 метрополитена Гуанчжоу на 16,3 км.[81]
- 28 ноября — открыта Линия 2 (24,2 км, 20 станций) Сюйчжоуского метрополитена.[82]

#### Декабрь
- 4 декабря — открыта станция «Унтер-ден-Линден» линии U6 Берлинского метрополитена (на пересечении Унтер-ден-Линден и Фридрихштрассе[83]), одновременно с этим закрылась станция «Францёзише Штрассе» (нем. Französische Straße) из-за близости к ней, а также запущена объединённая линия U5 со станциями «Унтер-ден-Линден» и «Ротес Ратхаус» (нем. Rotes Rathaus)[84], но без «Музеумзинзель» (нем. Museumsinsel), открытие которой состоялось 9 июля 2021 года на действующем участке.
- 9 декабря — на 10 копеек дорожает проезд в Минском метрополитене и составит 80 копеек[85][86]
- 12 декабря — продлена Линия 1 Инчхонского метрополитена на 1 станцию и 0,9 км.[87]
- 14 декабря — продлена Линия 14 Парижского метрополитена от станции Сен-Лазар на 5,8 км.[88]
- 16 декабря — продлена Линия Сукхумвит Бангкокского метрополитена на 9,8 км, открыто 7 станций.[16]
- 18 декабря — открыты Линия 6 (69,7 км, 56 станций), Линия 8 (28,8 км, 25 станций), Линия 9 (21,8 км, 13 станций) и Линия 17 (25,3 км), а также продлена Линия 18 (19,7 км) метрополитена Чэнду[67].
- С 12 по 22 декабря 2020 года участок «Нижегородская» — «Лефортово» и участок «Шелепиха» — «Хорошёвская» закрыты для подготовки к открытию станций «Электрозаводская», «Народное Ополчение» и «Мнёвники» Большой Кольцевой линии Московского метрополитена.[89]
- 23 декабря — открыта Линия 4 метрополитена Нинбо длиной 36,5 км.[36]
- 24 декабря — открыты Линия 1 (21,9 км) и Линия 8 (48,3 км) метрополитена Циндао.[90]
- 26 декабря:
  - открыта Линия 5 Хэфэйского метрополитена длиной 23,2 км.[91]
  - открыта Линия 3 Наньчанского метрополитена длиной 28,5 км с 22 станциями.[92]
  - открыт Тайюаньский метрополитен. Первой открылась Линия 2 длиной 23,7 км с 23 станциями.[93]
  - открыт участок Чиланзарской линии Ташкентского метрополитена от станции «Алмазар» с пятью станциями.[94]
  - продлена Линия 10 (9,8 км) и открыта Линия 18 (14,5 км) Шанхайского метрополитена.[95]
  - открыты Линия 3 (24,3 км) и Линия 4 (29,3 км) Чжэнчжоуского метрополитена.[96]
- 27 декабря — продлена Линия 1 Фучжоуского метрополитена на 4,3 км.[97]
- 28 декабря — открыты Линия 5 (41,6 км), Линия 6 (15,6 км) и Линия 9 (25,2 км) Сианьского метрополитена.[98]
- 29 декабря — открыта подземная пересадка со станции «Динамо» Замоскворецкой линии на станцию «Петровский парк» Большой кольцевой линии Московского метрополитена.[99]
- 30 декабря — продлена Линия 1 (11,2 км), открыты Линия 6 (50,5 км) и Линия 7 (39,3 км) метрополитена Ханчжоу.[100]
- 31 декабря:
  - открыта станция метро «Электрозаводская» Большой кольцевой линии Московского метрополитена.[101]
  - продлены Линия Фаншань (5,3 км) и Линия 16 (10 км) Пекинского метрополитена.[102]
  - продлены Линия 1 (0,8 км) и Линия 6 (13,8 км) Чунцинского метрополитена.[103]

## Происшествия
| Дата        | Метро                      | Погибли | Пострадали | Описание |
| ----------- | -------------------------- | ------- | ---------- | --- |
| 10 марта    | Метрополитен Мехико        | 1       | 41         | Два поезда столкнулись на станции «Такубайя». |
| 27 марта    | Нью-Йоркский метрополитиен | 1       | 16         | Между станциями «96-я улица» и «Сентрал-парк-Норт — 110-я улица» из-за поджога загорелся поезд метро. |
| 20 сентября | Нью-Йоркский метрополитиен | 0       | 3          | Поезд сошёл с рельсов на станции метро из-за посторонних предметов на путях. |
| 2 ноября    | Роттердамский метрополитен | 0       | 3          | Поезд протаранил барьер в конце путей на одной из станций метро и застрял на скульптуре, выполненной в виде хвоста кита. |
| 24 декабря  | Московский метрополитен    | 0       | 0          | Во время пусконаладочных работ на перегоне «Хорошёвская» — «Народное Ополчение» Большой кольцевой линии произошёл провал грунта с разрушением стены тоннеля. Это происшествие послужило причиной срыва сроков открытия участка «Хорошёвская» — «Мнёвники» минимум на 3 месяца. |